# Neptis pryeri
Neptis pryeri is een vlinder uit de onderfamilie Limenitidinae en de familie Nymphalidae. Hij wordt gevonden in China, het Aziatische deel van Rusland, Korea en Japan.
De vleugels worden 21-30 millimeter groot.
De larve van deze soort eet de bloemen van de Japanse spirea en Spiraea morrisonicola.

## Ondersoorten
- Neptis pryeri pryeri
- Neptis pryeri koreana - Korea
- Neptis pryeri arboretorum - China
- Neptis pryeri jucundita - Taiwan
- Neptis pryeri oberthueri - West-China